# (474102) 2016 LL12
(474102) 2016 LL12 es un asteroide perteneciente al cinturón de asteroides, descubierto el 26 de septiembre de 2006 por el equipo del Catalina Sky Survey desde el Catalina Sky Survey, Arizona, Estados Unidos.

## Designación y nombre
Designado provisionalmente como 2016 LL12.

## Características orbitales
2016 LL12 está situado a una distancia media del Sol de 3,123 ua, pudiendo alejarse hasta 3,597 ua y acercarse hasta 2,650 ua. Su excentricidad es 0,151 y la inclinación orbital 13,09 grados. Emplea 2016 días en completar una órbita alrededor del Sol.

## Características físicas
La magnitud absoluta de 2016 LL12 es 15,585.